# Matti Jääskeläinen
Matti Jääskeläinen (ur. 17 grudnia 1982 w Tampere) – fiński wioślarz.

## Osiągnięcia
- Mistrzostwa Świata U-23 – Račice 2009 – jedynka wagi lekkiej – 2. miejsce[1].
- Mistrzostwa Świata – Monachium 2007 – jedynka wagi lekkiej – 12. miejsce[1].
- Mistrzostwa Europy – Ateny 2008 – dwójka podwójna wagi lekkiej – 14. miejsce[1].
- Mistrzostwa Świata – Linz 2008 – jedynka wagi lekkiej – 19. miejsce[1].
- Mistrzostwa Świata – Poznań 2009 – jedynka wagi lekkiej – 22. miejsce[1].